# Omar Abdirashid Ali Sharmarke
Omar Abdirashid Ali Sharmarke (Mogadiscio, 18 giugno 1960) è un politico somalo, Primo ministro del Paese per due mandati: tra il 2009 e il 2010 e dal 2014 al 2017.

## Biografia
Omar Abdirashid Ali Sharmarke è il figlio del Presidente assassinato il 15 ottobre 1969 Abdirashid Ali Shermarke, e di Ruqia Dahir Ali Boss, figlia di un noto studioso islamico somalo dal Mehri clan.
Ha studiato presso la Università Carleton di Ottawa, dove ha conseguito una laurea in Scienze politiche e di Economia politica. Pur avendo origini statunitensi possiede la cittadinanza somala e canadese.
Ha lavorato come diplomatico presso l'ONU nello Sri Lanka e Sierra Leone, facendo da mediatore nel Conflitto del Darfur in Sudan. Prima di diventare Primo Ministro è stato ambasciatore somalo negli Stati Uniti d'America.

## Primo mandato (2009-2010)
Il 13 febbraio 2009, il Presidente della Somalia Sharif Sheikh Ahmed nominò Sharmarke come Primo Ministro, in un incontro in Gibuti. La sua nomina fu benvista dal movimento delle Corti Islamiche, un cui portavoce lo definì come "uomo onesto" che avrebbe portato "positivi cambiamenti", così come dagli analisti politici, che gli riconobbero un ruolo di mediatore tra le diverse fazioni in competizione per il potere per la sua non affiliazione ad alcuna delle correnti locali, mentre altri analisti sottolinearono la comune appartenenza di Sharmarke e dell'ex-Presidente Abdullahi Yusuf Ahmed al potente clan somalo Darod e in particolare al sottoclan Majeerteen. Il giorno seguente Sharmarke ricevette la fiducia del Parlamento, con 414 voti favorevoli, 9 contrari e 2 astenuti. Nel discorso inaugurale, Sharmarke annunciò di voler promuovere la riconciliazione e l'unità del Paese. Gli islamisti di al-Shabaab, tuttavia, non riconobbero validità alla sua nomina, in quanto "un governo illegittimo non può dar vita ad uno legittimo".
Il 21 febbraio, Sharmarke nominò il Consiglio dei Ministri, assegnando ruoli chiave ad ex parlamentari dell'opposizione, in particolare Ministro dell'Interno fu Abdulkadir Ali Omar, comandante delle Corti Islamiche, Ministro delle Finanze fu Sharif Hassan Sheikh Adan, ex portavoce del Parlamento; Ministro della Difesa fu Mohamed Abdi Gandhi, studioso islamico; i Ministri della Salute, degli Affari familiari e dello Sviluppo rurale furono donne. Ottenuta la fiducia del Parlamento, il nuovo Governo e il premier Sharmarke si trasferirono da Gibuti a Mogadiscio.
Nell'aprile 2010 Sharmarke ebbe uno scontro con il portavoce del Parlamento, Adan Mohamed Nuur Madobe, che si concluse il mese seguente con le dimissioni di questi. Il Presidente Sharif Ahmed, tuttavia, appoggiato dall'Inviato speciale dell'ONU per la Somalia Ahmedou Ould-Abdallah, approfittò della crisi per dichiarare di voler destituire Sharmarke e formare un nuovo Governo. Sharmarke rispose via stampa che non si sarebbe dimesso a meno di una mozione di sfiducia del Parlamento, dichiarando che la pretesa del Presidente fosse contraria agli artt. 44 e 51 della Costituzione transitoria. L'Unione Africana esortò le due parti a risolvere il conflitto, mentre vi furono manifestazioni a favore di Sharmarke nella regione del Mudugh. Il 20 maggio il Presidente Sharif ritornò sulle sue posizioni, con riduzione della sua credibilità personale e di quella dell'inviato dell'ONU. Il 26 maggio, tuttavia, il Presidente Sharif dichiarò nuovamente di voler rimuovere Sharmarke dal governo, suscitando la dichiarazione del Presidente del Puntland, Abdirahman Farole, che il GFT fosse prossimo al collasso..
Nel settembre 2010 vi furono altri contrasti tra Sharmarke e il presidente Sharif sulla bozza costituzionale, nell'ambito del processo costituente supportato da ONU, USA ed UE. Sharmarke voleva che la bozza fosse approvata dal Parlamento e dalla società civile, mentre Sharif voleva indire un referendum. Le discussioni proseguirono per giorni, e fu avanzata una mozione per un voto di sfiducia al governo, ma il 18 settembre il portavoce del Parlamento Sharif Hassan Sheikh Adan sospese la sessione parlamentare in cui avrebbe dovuto avere luogo il voto di sfiducia. Rappresentanti dell'ONU, dell'UA e dell'IGAD rilasciarono una dichiarazione congiunta per una risoluzione della crisi, così come il Presidente del Puntland Farole, che si espresse a favore di Sharmarke. Il 21 settembre, Sharmarke annunciò le sue dimissioni da Primo Ministro, dichiarando che il conflitto con il Presidente Sharif Ahmed era diventato una "minaccia alla sicurezza" e che si dimetteva volontariamente per "il bene della nazione".
Gli successe ad interim il vice-premier Abdiwahid Elmi Gonjeh, fino alla nomina di Mohamed Abdullahi Mohamed.

## Secondo mandato (2014-2017)
Il 17 dicembre 2014 ,a seguito della sfiducia del Parlamento al premier Abdiweli Sheikh Ahmed,, il Presidente della Somalia Hassan Sheikh Mohamud ha proposto per la seconda volta la nomina di Sharmarke come Primo Ministro, elogiandolo per il suo ruolo di ambasciatore della Somalia negli Stati Uniti, svolto fino a quel momento, nel quale ha contribuito a potenziare i legami diplomatici tra Somalia e USA. Accettando la nomina, Sharmarke ha dichiarato di voler formare un governo con ampia base e di voler conseguire gli obiettivi della Vision 2016. Le amministrazioni regionali del Puntland e dello Giubaland, il rappresentante dell'UA in Somalia, e l'ambasciatore tedesco in Somalia, espressero approvazione per la nomina.
Il 24 dicembre, Sharmarke ha ottenuto la fiducia del Parlamento con 218 voti a favore, nessun contrario o astenuto, mentre 6 deputati hanno abbandonato l'aula al momento dell'elezione, secondo il portavoce del Parlamento Mohamed Osman Jawari. Il segretario generale dell'ONU Ban Ki-moon,, l'UE e gli USA si sono congratulati con lui. Il giorno seguente, Sharmarke ha assunto ufficialmente l'incarico dal premier uscente Abdiweli Sheikh Ahmed, che ha esortato il Parlamento a proseguire gli impegni della Vision 2016, mentre sia Sharmarke che il presidente Mohamud hanno avuto parole elogiative verso il governo uscente.
Il 12 gennaio 2015 Sharmarke ha annunciato il nuovo Governo, composto di 26 Ministri, 25 vice-Ministri ed 8 Ministri di Stato, molti dei quali sono stati mantenuti dal precedente Governo. Sharmarke ha dichiarato che nella scelta dei Ministri ha dovuto mediare tra l'interesse pubblico e le esigenze di continuità amministrative. Il 17 gennaio, tuttavia, a seguito di un'aspra opposizione del Parlamento, contrario alla riconferma di alcuni Ministri del Governo uscente, questo Governo è stato sciolto ed è stato richiesto del tempo per avviare nuove consultazioni. Nel frattempo, Sharmarke ha incontrato gli ambasciatori di EAU, Cina, USA, UK, Svezia, e gli inviati dell'ONU e dell'UA.
Il 27 gennaio 2015 Sharmarke ha formato un secondo Governo, composto da 20 ministri., che ha ricevuto l'approvazione del rappresentante ONU in Somalia Nicholas Kay e dell'Inviato Speciale degli USA in Somalia James P. McAnulty. Il 31 gennaio il Parlamento ha concesso una dilazione di 10 giorni per completare le nomine, con 139 voti a favore, 47 contrari e 4 astenuti. Il 6 febbraio, il Consiglio dei Ministri è stato completato, con 26 Ministri ed altrettanti vice-Ministri e 14 Ministri di Stato.
Il 9 febbraio 2015 questo secondo Governo ha ottenuto la fiducia del Parlamento, con 191 voti a favore, 22 contrari e nessun astenuto, e ha quindi ricevuto le congratulazioni di ONU, UA, UE, IGAD, USA, UK.
A marzo, Sharmarke ha incontrato ad Addis Abeba il Primo Ministro ed il Ministro degli Esteri dell'Etiopia, Haile Mariam Desalegn e Tedros Adhanom, per discutere di cooperazione bilaterale tra i due Paesi,, ed a Doha il Primo Ministro del Qatar, Abdullah Al Thani, con l'obiettivo di rafforzare investimenti, commercio e collaborazione istituzionale per la stabilizzazione del Paese, stipulando un trattato avente ad oggetto l'educazione, la creazione di posti di lavoro e l'aviazione civile, coinvolgendo la compagnia aerea Qatar Airways nei voli da e per Mogadiscio.. Sharmarke ha poi organizzato un incontro con tutti i Ministri del Governo per indirizzarli agli obiettivi della Vision 2016 concernenti sicurezza, riconciliazione e sviluppo politico ed economico.
Il Governo ha anche approvato una nuova legge anti-terrorismo, per potenziare le agenzie di sicurezza nazionale. Su suggerimento del Ministro degli Esteri Abdisalam Omer, sono stati nominati nuovi ambasciatori in Arabia Saudita (Dahir Mohamed Geele), Kenya (Jamal Mohamed Hassan), Sudafrica (Jamal Mohamed Barrow), Stati Uniti (Fatuma Abdullahi Insaniya) e Iraq (Khadija Mohamed), ed è stata avviata la riapertura delle ambasciate in Germania, Malaysia e Burundi e il rinnovo di quella in Francia. Sharmarke ha anche incontrato, per la seconda volta dall'insediamento,  l'ambasciatore degli Emirati Arabi Uniti, Mohammed Ahmed Othman Al Hammadi, confermando la stretta collaborazione bilaterale tra i due Paesi nella sicurezza e nella ricostruzione istituzionale, e in seguito quello della Svezia, Mikael Lindvall, ringraziando il Paese per l'appoggio al processo di costruzione statale e sviluppo, e per l'accoglienza dei profughi somali,da cui provenivano rimesse in patria. Nelle stesse settimane, il Governo ha anche approvato la costituzione di una task force sulle rimesse dall'estero, per facilitare i trasferimenti di denaro dai lavoratori somali emigrati e l'implementazione di un solido sistema finanziario locale, come infrastrutture, strumenti di governance del settore e legislazione anti-riciclaggio e di contrasto al finanziamento del terrorismo, puntando ad allinearsi con la legislazione internazionale.
Sharmarke ha anche avviato un forum di dialogo con il Presidente del Puntland, Abdiweli Mohamed Ali, nella città di Garoe, capitale amministrativa del Puntland, concernente la cooperazione tra Governo federale e regionale, le elezioni previste per il 2016, il processo di federalizzazione, la stipula di trattati transitori, la revisione costituzionale, la definizione dei confini, la ripartizione delle risorse, l'integrazione degli eserciti regionali nell'esercito federale, e lo stabilimento di uno Stato centrale. L'incontro si è concluso con la firma di un accordo, con cui il Puntland ha promesso l'invio di 3'000 soldati all'Esercito nazionale somalo.
Il 5 maggio 2015, Sharmarke e il presidente Hassan Sheikh Mohamud hanno accolto a Mogadiscio la visita del Segretario di Stato degli USA John Kerry, prova del miglioramento delle condizioni di sicurezza del Paese. Il Segretario Kerry ha tuttavia incontrato separatamente anche i Presidenti degli Stati semi-autonomi di Puntland, Sud-Ovest e Giubaland, e rappresentanti dell'AMISOM.
Sharmarke ha anche stabilito una nuova politica di tassazione, per aumentare le entrate del Governo, stimolare i commerci e attrarre investimenti esteri.
Il premier Sharmarke, il presidente Hassan Sheikh Mohamud e il Ministro degli Esteri Abdisalam Omer hanno ricevuto anche la visita del Ministro degli Esteri del Qatar, Khalid bin Mohammad Al Attiyah, per discutere del trattato bilaterale concernente sicurezza ed educazione, della guerra in Yemen, e confermare i copiosi investimenti del Qatar nella ricostruzione della Somalia.
Il suo mandato è terminato il 1º marzo 2017, quando è stato sostituito da Hassan Ali Khayre.